# Ch'utillos
La Fiesta de Ch'utillos, o Fiesta de San Bartolomé, es una festividad que se lleva a cabo anualmente en Potosí, en las tierras altas de Bolivia, donde se dice que San Bartolomé, alrededor de 1589, luchó contra el diablo y lo venció. Desde entonces la población comenzó a adorarlo.
El 6 de diciembre de 2023, la Unesco la declaró como Patrimonio cultural inmaterial de la Humanidad.

## Historia

### Origen
Corrió el rumor de que el demonio se escondía en una quebrada llamada La Puerta, que está a unos siete kilómetros de la ciudad de Potosí. Se decía que cualquier persona o animal que pasara por allí moriría. Los nativos de Cantumarca comenzaron a adorar al demonio a cambio de favores y luego, bajo la ayuda e influencia de los religiosos de la época, los colonizadores españoles trajeron la imagen de San Bartolomé y difundieron el rumor de que el santo había vencido al ser maligno. De este mito surgió la fiesta de San Bartolomé, que se celebra los días 26 y 27 de agosto. Sin embargo, la mayoría de los potosinos comienzan a celebrar a principios de mes.
La víspera del 24 de agosto, día previo a la festividad principal, los pasantes llevaban a cabo una velada en honor a San Bartolomé en la localidad de La Puerta. Esta ceremonia tenía lugar tanto en la capilla como en las residencias de los pasantes, distribuidas en los diferentes barrios de la ciudad.
El día 24, desde las primeras horas de la mañana, se congregaban en la Plazuela Mejillones diversas cabalgaduras, que incluían asnos, mulas y caballos, las cuales habían sido traídas previamente desde los valles bajo la dirección de sus propietarios. Según el escritor Cristóbal Corso, décadas atrás se contaba con más de un centenar de estas cabalgaduras, aunque su número ha disminuido con el tiempo, posiblemente debido a la sustitución de estos animales por vehículos motorizados.

### Actualidad
En esta celebración miles de personas y devotos acompañados de bandas de música típica, bailes de caporales, morenadas, diabladas, tinkus y otros, más de 120 agrupaciones muestran la variedad de la riqueza cultural y tradicional de Bolivia. Esta festividad también exhibe platería fina y diversas artesanías de San Luis, así como los famosos dulces y comidas típicas potosinas.
Esta entrada llama la atención de turistas nacionales y extranjeros por las características e historia de la ciudad de Potosí, la ciudad más grande de Bolivia en la época colonial, que aún mantiene sus calles, casas y gente como en aquellos días.
En marzo de 2022, la fiesta de Ch'utillos fue postulada como Patrimonio cultural inmaterial de la Humanidad de la Unesco, a iniciativa del Comité de Postulación.

## Descripción

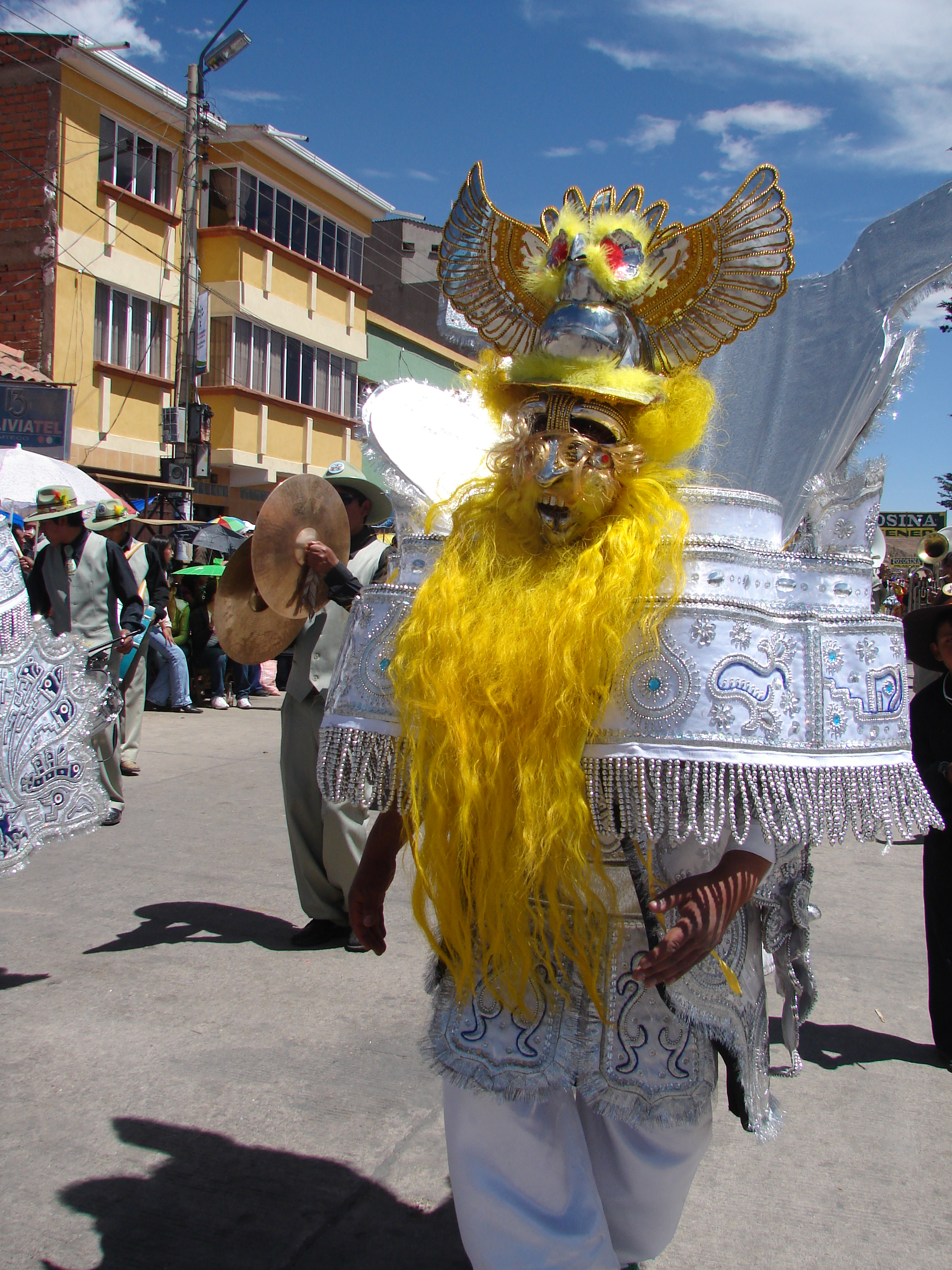
Entrada folclórica de la morenada en la fiesta de Ch'utillos.

Hoy en día, la fiesta comienza en La Puerta, nombre del rancherío donde está la capilla de San Bartolomé, también conocida como La Puerta del diablo. Previo a esto, en la plazuela Mejillones, desde las ocho de la mañana, los Chutillos alquilan bestias que los conducirán hasta la capilla de San Bartolomé.
A las 11 y 30 de la mañana se celebra la misa con un solo cura, para luego continuar con la procesión para la que levantan cuatro altares en los que descansará la efigie del santo o santos que ese día festejan. En el recorrido, la procesión pasa por arcos de plata y vuelve a su propio altar, dando por concluida la primera fase de la fiesta en ese día.